# Minsk Cycling Club/Saison 2016
Dieser Artikel listet Erfolge und Fahrer des Minsk Cycling Clubs in der Saison 2016 auf.

## Erfolge in der UCI Europe Tour
In den Rennen der Saison 2016 der UCI Europe Tour gelangen die nachstehenden Erfolge.
| Datum              | Rennen                                          | Kat. | Fahrer                |
| ------------------ | ----------------------------------------------- | ---- | --------------------- |
| 1. Juni            | 2b. Etappe Tour of Ukraine                      | 2.2  | Sjarhej Papok         |
| 2. Juni            | 3. Etappe Tour of Ukraine                       | 2.2  | Sjarhej Papok         |
| 4. Juni            | Grand Prix of Vinnytsia                         | 1.2  | Sjarhej Papok         |
| 17. Juni           | 4. Etappe Serbien-Rundfahrt                     | 2.2  | Kanstanzin Klimiankou |
| 2. Juli            | 5. Etappe Course de la Solidarité Olympique     | 2.2  | Yauhen Sobal          |
| 29. Juni – 2. Juli | Gesamtwertung Course de la Solidarité Olympique | 2.2  | Yauhen Sobal          |
| 9. Juli            | Grand Prix Minsk                                | 1.2  | Sjarhej Papok         |

## Erfolge in der UCI Asia Tour
In den Rennen der Saison 2016 der UCI Asia Tour gelangen die nachstehenden Erfolge.
| Datum       | Rennen                                       | Kat. | Fahrer              |
| ----------- | -------------------------------------------- | ---- | ------------------- |
| 26. Oktober | 2. Etappe Sharjah International Cycling Tour | 2.1  | Sjarhej Papok       |
| 27. Oktober | 3. Etappe Sharjah International Cycling Tour | 2.1  | Stanislau Baschkou  |
| 28. Oktober | 4. Etappe Sharjah International Cycling Tour | 2.1  | Sjarhej Papok       |
| 29. Oktober | UAE Cup                                      | 1.1  | Sjarhej Papok       |
| 5. November | Prolog Tour of Taihu Lake (EZF)              | 2.1  | Oleksandr Holowasch |

## Abgänge – Zugänge
| Zugänge                           | Team 2015      | Abgänge              | Team 2016                                   |
| --------------------------------- | -------------- | -------------------- | ------------------------------------------- |
| Oleksandr Holowasch (ab 21. Juni) | Kolss-BDC Team | Aliaksandr Kuchynski | Karriereende                                |
| Yauhen Sobal                      |                | Aljaksandr Lissouski | Unbekannt                                   |
| Aleh Ahiyevich                    |                | Andrei Sakalou       | Unbekannt                                   |
| Raman Ramanau                     |                | Pavel Padaliak       | Unbekannt                                   |
|                                   |                | Andrei Krasilnikau   | Holowesko / Citadel p/b Hincapie Sportswear |
|                                   |                | Uladzimir Harakhavik | Unbekannt                                   |
|                                   |                | Dmitri Zhynuhou      | Unbekannt                                   |

## Mannschaft
| Teamkader 2016                            | Teamkader 2016     | Teamkader 2016 | Teamkader 2016                |
| Name                                      | Geburtsdatum       | Land           | Vorheriges Team               |
| ----------------------------------------- | ------------------ | -------------- | ----------------------------- |
| Aleh Ahiyevich                            | 28. Juni 1993      | Belarus        |                               |
| Stanislau Baschkou                        | 4. November 1991   | Belarus        |                               |
| Anton Ivashkin                            | 24. April 1996     | Belarus        |                               |
| Kanstantin Klimiankou                     | 3. August 1989     | Belarus        | Amore & Vita-Selle SMP (2014) |
| Anton Muzychkin                           | 16. Dezember 1994  | Belarus        |                               |
| Sjarhej Papok                             | 6. Januar 1988     | Belarus        | Rietumu-Delfin (2014)         |
| Alexei Piashkun                           | 7. März 1996       | Belarus        |                               |
| Andrei Piashkun (5. Feb.–31. Dez.)        | 6. Dezember 1992   | Belarus        |                               |
| Raman Ramanau                             | 3. Juli 1994       | Belarus        |                               |
| Oleksandr Holowasch (20. Jun.–31. Dez.)   | 21. September 1991 | Ukraine        | Kolss-BDC (2016)              |
| Jauhen Sobal (20. Mai–31. Dez.)           | 7. April 1981      | Belarus        | Partizan Srbija (2010)        |
|                                           |                    |                |                               |
| Quellen: ProCyclingStats Cycling Archives |                    |                |                               |